# Tirabuzón

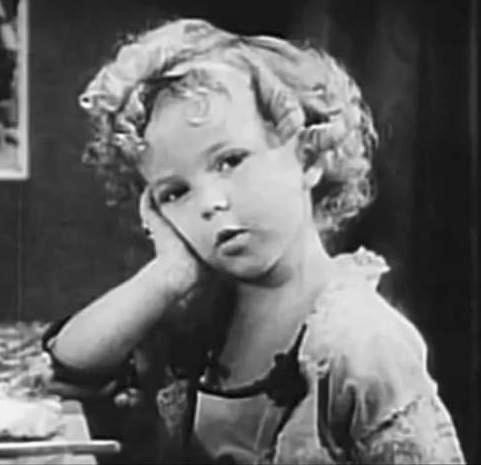
Shirley Temple en 1933 con bucles de tirabuzón.

El tirabuzón es un tipo de rizo largo en forma de tubo que otorga al peinado una apariencia elegante y romántica. La palabra procede del término francés tire-bouchon, sacacorchos que se aplicó por extensión al cabello con forma ondulada con forma en espiral.

## Historia

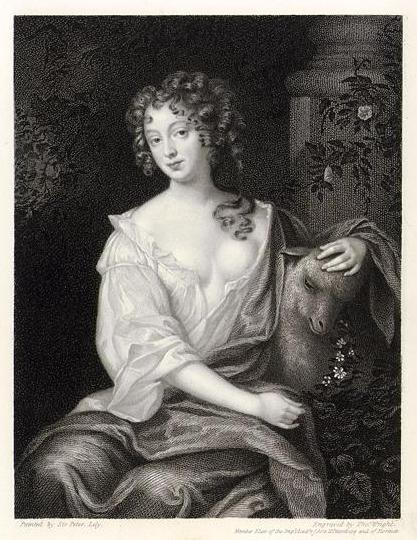
Nell Gwyn en 1851, una de las más famosas portadoras de tirabuzones.

La historia de los tirabuzones es asociada con diferentes épocas en la historia, incluso existen registros de peinados similares a los tirabuzones en esculturas del periodo del Imperio Romano, concretamente en el periodo de la Dinastía Flavia. Los tirabuzones se hacen un ícono de la moda en el siglo XVII, la principal portadora de los tirabuzones fue la amante de Carlos II de Inglaterra, Nell Gwyn. La reina de Francia, María Antonieta, solía usar una cortina de tirabuzones en la nuca cuando portaba elegantes pelucas con peinados bouffant.
En el siglo XIX, los bucles de tirabuzón se convierten en un elemento popular y elegante entre mujeres de clases altas. El peinado fue popular y marcado por la simplicidad del periodo napoleónico o el período federalista en Estados Unidos. El tirabuzón abandona los complicados peinados con los que se le acompañaba. Una de sus principales portadoras fue la primera dama de Estados Unidos, Dolley Madison.

## Popularidad
Durante la primera mitad del siglo XX, los rizos de tirabuzón se convierten en el peinado de las niñas por excelencia porque daban un aspecto de inocencia en las pequeñas. Actrices infantiles como Shirley Temple lucieron los rizos de tirabuzón y se convirtieron en su sello característico. La popularidad de estos rizos continuó en las décadas de 1950-1970. Se utilizaban métodos complicados y molestos como la utilización de tubos para dormir, incluso fue inventada una cinta adhesiva especializada en cabello con la que se formaban los rizos. Los rizos de tirabuzón son incluidos en los peinados de salón para ceremonias, son un peinado muy popular en bodas.

## Proceso
Los tirabuzones han sido un peinado clásico desde hace siglos. Para formar tirabuzones es necesario lavar el cabello y aplicar acondicionador antes de secarlo. Luego, se toman mechones de unos cinco centímetros de ancho y se enrollan en pequeñas porciones en espiral alrededor del rulero formando toda la longitud del tirabuzón de abajo hacia arriba. Seguidamente, se trabaja la parte superior de la cabeza en horizontal realizando la misma operación. Finalmente, se aplica un poco de laca para acabar de fijar el cabello. Otras formas más usuales e incómodas para crear tirabuzones son la utilización de planchas de calor, tubos y cinta adhesiva para cabello.